# Manfred Gerigk
Manfred Gerigk OP (* 16. Oktober 1934 in Danzig; † 31. März 2024 in Köln) war ein deutscher Komponist, Organist und Dominikaner.

## Leben
Manfred Gerigk besuchte nach dem Zweiten Weltkrieg das Gymnasium in Oldenburg (Niedersachsen). Als Autodidakt studierte er Komposition. Begleitet wurden diese Studien zunächst von Werner Grünberg, seinem Musiklehrer am Gymnasium, außerdem nahm er Geigenunterricht bei Volkmar Flecken (Konzertmeister des Oldenburgischen Staatsorchesters), später studierte er bei Otto Dunkelberg, dem ehemaligen Domorganisten zu Passau, Orgel.

## Berufliches Wirken
Gerigk war seit 1954 im Dominikanerorden; seine Profess feierte er am 13. November 1955; am 23. Juli 1960 wurde er zum Priester geweiht. 1963 ging Pater Gerigk für 36 Jahre als Missionar nach Bolivien. Dort erhielt er eine Professur für Schulmusik und Theorie an der Pädagogischen Hochschule von Santa Cruz. Gerigks musikalisches Schaffen umfasst ein reichhaltiges Klavierwerk, Orchesterwerke, Chorwerke und Kammermusik. Der Komponist sagt: „Musik ist für mich Spiel, an dem ich meine Freude habe. An dieser Freude möchte ich Anteil geben. Das Leben ist von sich aus bereits freudlos genug. Für Zähne knirschende Verzweiflungsmusik besteht kein Bedarf. Das ist mein bescheidenes musikalisches Credo.“
Gerigk verbrachte seinen Ruhestand im Dominikanerkloster Heilig Kreuz in Köln. Er starb nach längerer Krankheit am Ostersonntag 2024 89-jährig m Seniorenhaus St. Maria in Köln. Am 9. April 2024 wurde er in einem Gemeinschaftsgrab der Dominikaner auf dem Kölner Melaten-Friedhof beigesetzt.

## Werke (Auswahl)
- Das Klavierwerk Nr. 1 Klaviersonate Nr. 1 GerWV 1, ISMN M-2054-1197-8 Wolfgang G. Haas-Musikverlag Köln.
- Sonate für Horn und Klavier GerWV 4, ISMN M-2054-1202-9 Wolfgang G. Haas-Musikverlag Köln.
- Sonate Nr. 1 für Violoncello und Klavier GerWV 5, ISMN M-2054-1203-6 Wolfgang G. Haas-Musikverlag Köln.
- Trio für Violine, Violoncello und Klavier GerWV 8, ISMN M-2054-1495-5 Wolfgang G. Haas-Musikverlag Köln.
- Missa Brevis GerWV 9 für gemischten Chor (S.A.T.B.) und Orgel, ISMN M-2054-1383-5 Wolfgang G. Haas-Musikverlag Köln.
- Das Orgelwerk Nr. 1 Orgelsonate Nr. 1 GerWV 10, ISMN M-2054-1384-2 Wolfgang G. Haas-Musikverlag Köln.
- Drei Intermezzi für  Trompete (Oboe oder Klarinette) und Orgel (ad lib. Trp, P, Bc.) GerWV 13, ISMN M-2054-1387-3 Wolfgang G. Haas-Musikverlag Köln.
- Streichquartett Nr. 1 GerWV 17, ISMN M-2054-1466-5 Wolfgang G. Haas-Musikverlag Köln.
- Konzert für Violoncello und Orchester GerWV 23, ISMN M-2054-1475-7 Wolfgang G. Haas-Musikverlag Köln.
- Streichersextett GerWV 27, ISMN M-2054-1478-8 Wolfgang G. Haas-Musikverlag Köln.
- Mixtur II Kammermusikensemble für Vibraphon, Metallophon, Marimbaphon, Flöte, Englischhorn, Bassklarinette, 2 Violine, 2 Viola, 2 Violoncello, Kontrabass GerWV 33, ISMN M-2054-1485-6 Wolfgang G. Haas-Musikverlag Köln.
- Completorium GerWV 38, Nach den liturgischen Traditionen der Dominikaner. Dem Orden der Predigerbrüder anlässlich seiner Achthundertjahrfeier zugeeignet. Soli (S.A.T.B.), Chor (S.A.T.B.), Orgel, Perc:3 Tomtom, Tamtam, Gong-hoch/tief, Pk, Streicher (Vl 1/2, Va, Vc, Kb), ISMN M-2054-1517-4 Wolfgang G. Haas-Musikverlag Köln.
- Drei bolivianische Tänze GerWV 50, dem ADE-TRIO dediziert (Chovena - Carnaval - Taquirari), ISMN M-2054-1628-7 Wolfgang G. Haas-Musikverlag Köln.
- Drei Laudate-Psalmen GerWV 51 GChor (S.A.T.B.)Psalm 145 (Laudate Dominum, quoniam bonum est psallere Deo nostro), Psalm 146 (Laudate Dominum, quoniam bonum est psallere Deo nostro), Psalm 148 (Laudate Dominum de caelis), ISMN M-2054-1632-4 Wolfgang G. Haas-Musikverlag Köln.
- Cantica Sacra für gemischten Chor (S, A, T, B) und Orgel GerWV 51. (I. Haec dies; II. In pace, III. Media vita) ISMN M-2054-1701-7 Wolfgang G. Haas-Musikverlag Köln.